# 모체니고가

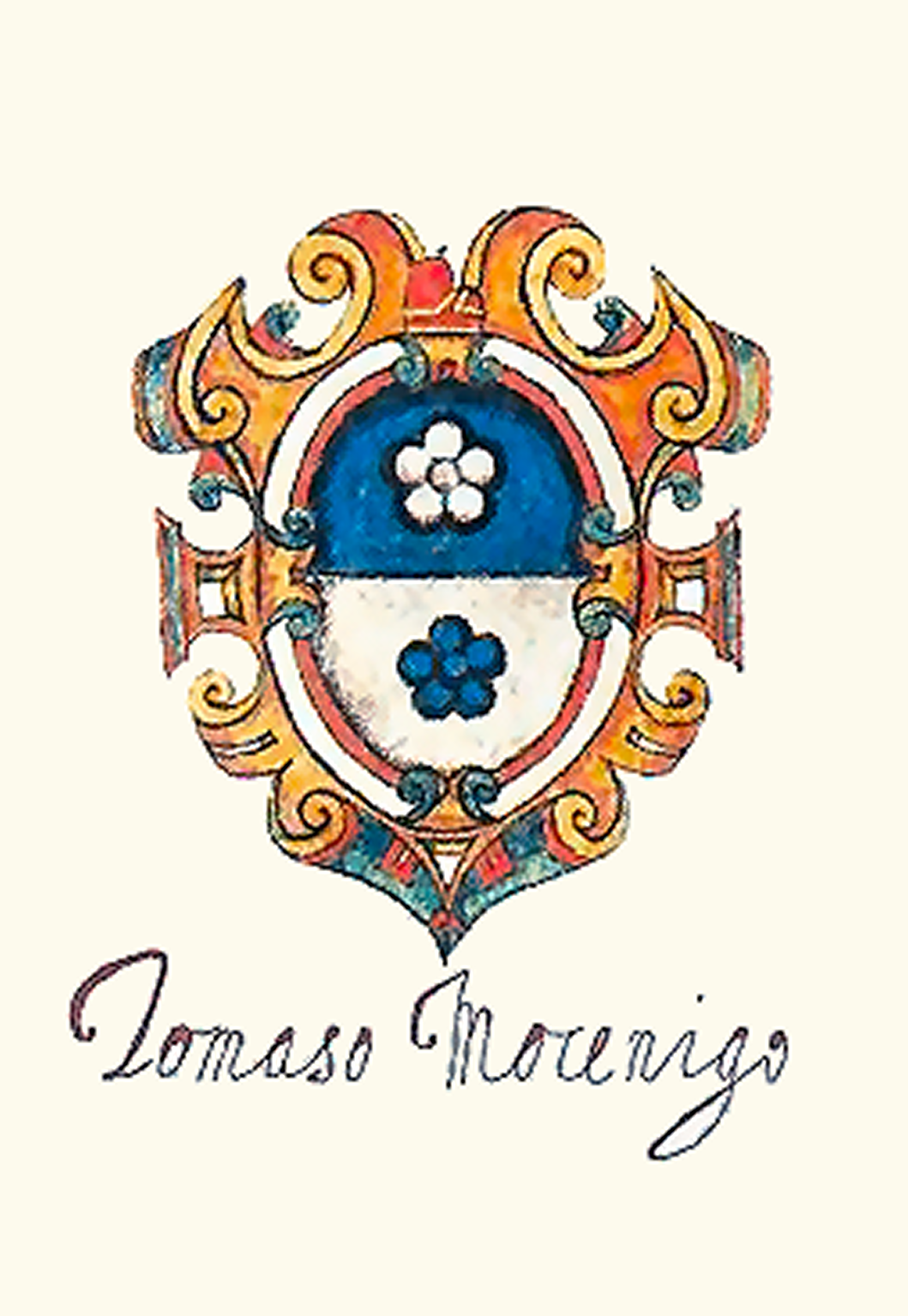
모체니고 가문의 문장.

모체니고 가문(Mocenigo)는 베네치아의 귀족 가문이다. 가문 구성원중 많은 이들이 도제, 정치인, 군인이였다. 유명한 인원들은 다음과 같다:
- 톰마소 모체니고 (1343-1423) : 1414-1423년 간 도제
- 피에트로 모체니고 : 1474-1476년 간 도제
- 조반니 모체니고 : 1478-1485년 간 도제
- 조반니 모체니고(Giovanni Mocenigo, 16세기 초 거주) : 조르다노 브루노를 이단과 신성 모독으로 고발하였다.
- 루이지 모체니고(Luigi Mocenigo, 알비세 1세 모체니고) : 1570-1577년 간 도제
- 안드레아 모체니고 (15-16세기 거주) : 베네치아 공화국의 의원이자 역사가
- 루이지 모체니고(Luigi Mocenigo, 알비세 2세 모체니고) : 1700-1709년 간 도제
- 세바스티아노 모체니고 : 1722-1732년 간 도제.
- 알비세 조반니 모체니고 : 1763-1788년 간 도제
- 조반니 모체니고(Giovanni Mocenigo) : 18세기 교황 클레멘스 12세의 대사